# ساوث ليك تاهوي (كاليفورنيا)
ساوث ليك تاهوي (بالإنجليزية: South Lake Tahoe)‏ هي إحدى مدن مقاطعة إل دورادو، كاليفورنيا. تم إعطاءها لقب مدينة في 30 نوفمبر، 1965.

## التركيبة السكانية
حدّد مكتب تعداد الولايات المتحدة بيانات التركيبة السكانية لساوث ليك تاهوي في تعداد الولايات المتحدة. في ما يلي، التركيبة السكانية حسب تعدادي 2000 و2010.

### تعداد عام 2000
بلغ عدد سكان ساوث ليك تاهوي 23,609 نسمة بحسب تعداد عام 2000، وبلغ عدد الأسر 9,410 أسرة وعدد العائلات 5,389 عائلة مقيمة في المدينة. في حين سجلت الكثافة السكانية 549.3 نسمة لكل كيلومتر مربع (1,422.7/ميل2). وبلغ عدد الوحدات السكنية 14,005 وحدة بمتوسط كثافة قدره 325.8 لكل كيلومتر مربع (843.8/ميل2).
وتوزع التركيب العرقي للمدينة بنسبة 75.73% من البيض و0.75% من الأمريكيين الأفارقة و0.97% من الأمريكيين الأصليين و6.01% من الأمريكيين ذوي الأصول الآسيوية و0.17% من سكان جزر المحيط الهادئ و12.48% من الأعراق الأخرى و3.90% من عرقين مختلطين أو أكثر و26.66% من الهسبانيون أو اللاتينيون من أي عرق.
بلغ عدد الأسر 9,410 أسرة كانت نسبة 33.6% منها لديها أطفال تحت سن الثامنة عشر تعيش معهم، وبلغت نسبة الأزواج القاطنين مع بعضهم البعض 39.3% من أصل المجموع الكلي للأسر، ونسبة 12% من الأسر كان لديها معيلات من الإناث دون وجود شريك، بينما كانت نسبة 6% من الأسر لديها معيلون من الذكور دون وجود شريكة وكانت نسبة 42.7% من غير العائلات. تألفت نسبة 29.1% من أصل جميع الأسر من عدة أفراد يعيشون في نفس المنزل ونسبة 7.1% كانت تتألف من شخص يعيش بمفرده يبلغ من العمر 65 عاماً أو أكثر. وبلغ متوسط حجم الأسرة المعيشية 2.50، أما متوسط حجم العائلات فبلغ 3.15.
بلغ العمر الوسطي للسكان 33.4 عاماً. وكانت نسبة 25.1% من القاطنين تحت سن الثامنة عشر، وكانت نسبة 11.3% بين الثامنة عشر والرابعة والعشرين عاماً، ونسبة 32.7% كانت واقعةً في الفئة العمرية ما بين الخامسة والعشرين والرابعة والأربعين عاماً، ونسبة 21.8% كانت ما بين الخامسة والأربعين والرابعة والستين، ونسبة 8.6% كانت ضمن فئة الخامسة والستين عاماً فما فوق. يوجد لكل 100 أنثى 106.2 ذكر، ويوجد لكل 100 أنثى في الثامنة عشر من عمرها فما فوق 106.3 ذكر.
بلغ متوسط دخل الأسرة في المدينة 34,707 دولارًا، أما متوسط دخل العائلة فبلغ 40,572 دولارًا. وكان متوسط دخل الذكور 26,352 دولارًا مقابل 22,280 دولارًا للإناث. وسجل دخل الفرد الخاص بالمدينة 18,452 دولارًا. وكانت نسبة 9.1% من العائلات ونسبة 12.5% من السكان تحت خط الفقر، وكان من هؤلاء نسبة 14.2% تحت سن الثامنة عشر ونسبة 7% في الخامسة والستين من العمر وما فوق.

### تعداد عام 2010
بلغ عدد سكان ساوث ليك تاهوي 21,403 نسمة بحسب تعداد عام 2010، وبلغ عدد الأسر 8,918 أسرة وعدد العائلات 4,677 عائلة مقيمة في المدينة. في حين سجلت الكثافة السكانية 498 نسمة لكل كيلومتر مربع (1,289.8/ميل2). وبلغ عدد الوحدات السكنية 15,087 وحدة بمتوسط كثافة قدره 351 لكل كيلومتر مربع (909.1/ميل2).
وتوزع التركيب العرقي للمدينة بنسبة 73.51% من البيض و0.85% من الأمريكيين الأفارقة و1.08% من الأمريكيين الأصليين و5.54% من الأمريكيين ذوي الأصول الآسيوية و0.18% من سكان جزر المحيط الهادئ و15.09% من الأعراق الأخرى و3.74% من عرقين مختلطين أو أكثر و31.14% من الهسبانيون أو اللاتينيون من أي عرق.
بلغ عدد الأسر 8,918 أسرة كانت نسبة 27.1% منها لديها أطفال تحت سن الثامنة عشر تعيش معهم، وبلغت نسبة الأزواج القاطنين مع بعضهم البعض 34.8% من أصل المجموع الكلي للأسر، ونسبة 11% من الأسر كان لديها معيلات من الإناث دون وجود شريك، بينما كانت نسبة 6.7% من الأسر لديها معيلون من الذكور دون وجود شريكة وكانت نسبة 47.6% من غير العائلات. تألفت نسبة 32.7% من أصل جميع الأسر من عدة أفراد يعيشون في نفس المنزل ونسبة 7.3% كانت تتألف من شخص يعيش بمفرده يبلغ من العمر 65 عاماً أو أكثر. وبلغ متوسط حجم الأسرة المعيشية 2.36، أما متوسط حجم العائلات فبلغ 3.06.
بلغ العمر الوسطي للسكان 35.6 عاماً. وكانت نسبة 20.6% من القاطنين تحت سن الثامنة عشر، وكانت نسبة 11.6% بين الثامنة عشر والرابعة والعشرين عاماً، ونسبة 30% كانت واقعةً في الفئة العمرية ما بين الخامسة والعشرين والرابعة والأربعين عاماً، ونسبة 28.1% كانت ما بين الخامسة والأربعين والرابعة والستين، ونسبة 9.8% كانت ضمن فئة الخامسة والستين عاماً فما فوق. وتوزع التركيب الجنسي للسكان بنسبة 53.2% ذكور و46.8% إناث.

## المناخ
يظهر الجدول التالي التغييرات المناخية على مدار السنة لساوث ليك تاهوي:
| البيانات المناخية لـساوث ليك تاهوي           | البيانات المناخية لـساوث ليك تاهوي | البيانات المناخية لـساوث ليك تاهوي | البيانات المناخية لـساوث ليك تاهوي | البيانات المناخية لـساوث ليك تاهوي | البيانات المناخية لـساوث ليك تاهوي | البيانات المناخية لـساوث ليك تاهوي | البيانات المناخية لـساوث ليك تاهوي | البيانات المناخية لـساوث ليك تاهوي | البيانات المناخية لـساوث ليك تاهوي | البيانات المناخية لـساوث ليك تاهوي | البيانات المناخية لـساوث ليك تاهوي | البيانات المناخية لـساوث ليك تاهوي | البيانات المناخية لـساوث ليك تاهوي |
| الشهر                                        | يناير                              | فبراير                             | مارس                               | أبريل                              | مايو                               | يونيو                              | يوليو                              | أغسطس                              | سبتمبر                             | أكتوبر                             | نوفمبر                             | ديسمبر                             | المعدل السنوي                      |
| -------------------------------------------- | ---------------------------------- | ---------------------------------- | ---------------------------------- | ---------------------------------- | ---------------------------------- | ---------------------------------- | ---------------------------------- | ---------------------------------- | ---------------------------------- | ---------------------------------- | ---------------------------------- | ---------------------------------- | ---------------------------------- |
| الدرجة القصوى °ف (°م)                        | 66 (19)                            | 64 (18)                            | 71 (22)                            | 76 (24)                            | 84 (29)                            | 90 (32)                            | 99 (37)                            | 96 (36)                            | 94 (34)                            | 84 (29)                            | 70 (21)                            | 64 (18)                            | 99 (37)                            |
| متوسط درجة الحرارة الكبرى °ف (°م)            | 43.0 (6.1)                         | 44.1 (6.7)                         | 48.5 (9.2)                         | 54.2 (12.3)                        | 63.5 (17.5)                        | 72.3 (22.4)                        | 80.8 (27.1)                        | 80.3 (26.8)                        | 73.6 (23.1)                        | 62.8 (17.1)                        | 50.5 (10.3)                        | 43.2 (6.2)                         | 59.7 (15.4)                        |
| المتوسط اليومي °ف (°م)                       | 29.5 (−1.4)                        | 30.9 (−0.6)                        | 35.5 (1.9)                         | 40.4 (4.7)                         | 47.9 (8.8)                         | 54.7 (12.6)                        | 61.1 (16.2)                        | 60.3 (15.7)                        | 54.0 (12.2)                        | 45.5 (7.5)                         | 36.3 (2.4)                         | 29.8 (−1.2)                        | 43.8 (6.6)                         |
| متوسط درجة الحرارة الصغرى °ف (°م)            | 16.1 (−8.8)                        | 17.7 (−7.9)                        | 22.5 (−5.3)                        | 26.6 (−3.0)                        | 32.2 (0.1)                         | 37.1 (2.8)                         | 41.4 (5.2)                         | 40.2 (4.6)                         | 34.5 (1.4)                         | 28.1 (−2.2)                        | 22.1 (−5.5)                        | 16.5 (−8.6)                        | 27.9 (−2.3)                        |
| أدنى درجة حرارة °ف (°م)                      | −28 (−33)                          | −29 (−34)                          | −10 (−23)                          | −1 (−18)                           | 7 (−14)                            | 21 (−6)                            | 25 (−4)                            | 24 (−4)                            | 19 (−7)                            | 11 (−12)                           | −9 (−23)                           | −29 (−34)                          | −29 (−34)                          |
| الهطول إنش (مم)                              | 1.95 (50)                          | 2.24 (57)                          | 1.76 (45)                          | 1.27 (32)                          | 0.97 (25)                          | 0.20 (5.1)                         | 0.31 (7.9)                         | 0.42 (11)                          | 0.17 (4.3)                         | 1.72 (44)                          | 1.61 (41)                          | 3.81 (97)                          | 16.44 (418)                        |
| متوسط تساقط الثلوج إنش (سم)                  | 15.6 (40)                          | 27.1 (69)                          | 36.2 (92)                          | 7.4 (19)                           | 4.3 (11)                           | 0.3 (0.76)                         | 0 (0)                              | 0 (0)                              | 0 (0)                              | 0 (0)                              | 4.0 (10)                           | 12.5 (32)                          | 107.4 (273.76)                     |
| متوسط أيام هطول الأمطار (≥ 0.01 in)          | 8.6                                | 9.7                                | 8.0                                | 8.9                                | 6.3                                | 2.3                                | 1.5                                | 1.6                                | 1.4                                | 6.2                                | 7.0                                | 12.1                               | 73.6                               |
| المصدر #1: NOAA (normals, 1981–2010)         |                                    |                                    |                                    |                                    |                                    |                                    |                                    |                                    |                                    |                                    |                                    |                                    |                                    |
| المصدر #2: NOAA (precipitation and snowfall) |                                    |                                    |                                    |                                    |                                    |                                    |                                    |                                    |                                    |                                    |                                    |                                    |                                    |

## أعلام
- جون إس. بول
- جيمي أندرسون
- شون بالمر
- تيم بف
- غاريت ماكنتاير
- جيمي ليتل